# Axel Gehrke
Axel Gehrke (12 de janeiro de 1942 – 23 de setembro de 2021) foi um político alemão da Alternativa para a Alemanha (AfD) e membro do Bundestag.
Gehrke nasceu em 1942 em Choszczno, estudou medicina e tornou-se Doutor em Medicina em 1971.
Gehrke entrou na recém-fundada AfD em 2013 e tornou-se, após a eleição federal alemã de 2017, membro do Bundestag.
Em 23 de setembro de 2021, a AfD divulgou a morte de Gehrke.